# Bathelium mastoideum
Bathelium mastoideum är en lavart som beskrevs av Afzel. ex Ach. Bathelium mastoideum ingår i släktet Bathelium och familjen Trypetheliaceae.   Inga underarter finns listade i Catalogue of Life.